# Pouya
Pouya, właściwie Kevin Pouya (ur. 20 grudnia 1994) – amerykański raper i autor tekstów.

## Życiorys
Działalność artystyczną rozpoczął w 2011 roku. Szkołę średnią opuścił przed jej ukończeniem. Rok po rezygnacji ze szkoły pracował jako kelner w restauracji. Po czasie połączył siły z przyjacielem z dzieciństwa Nicholasem Minucci (Fat Nick), razem stworzyli kolektyw rapowy znany jako Buffet Boys, który później funkcjonował jako ich wytwórnia. Razem prowadzili również program komediowy na platformie YouTube pt.The Nick and Pouya Show.
Pouya wydał swój pierwszy mixtape zatytułowany „Fuck It” w 2012 roku. Szerszy rozgłos zyskał dopiero po opublikowaniu piosenki „Get Buck” w 2013 roku. 20 listopada 2013 roku wydał pierwszą EP'kę zatytułowaną „Gookin” przy współpracy z artystą Sir Michael Rocks.
W 2016 roku raper wydał swój debiutancki album studyjny „Underground Underdog” pod wytwórnią Buffet Boys, osiągnął on 156 miejsce na liście Billboard 200. W 2017 roku wystąpił gościnnie w utworze „On Her Mind” wraz z zespołem Volumes. W 2018 roku wydał swój drugi album studyjny, zatytułowany „Five Five”, zestawił w nim plusy i minusy bycia niezależnym i wytłumaczył dlaczego nigdy nie podpisze kontraktu z wytwórnią, podzielił się również swoim spojrzeniem na pośmiertny album Lil Peep'a. 30 czerwca 2019 roku artysta wypuścił swój trzeci album studyjny zatytułowany „The South Got Something to Say”, wraz z występami gościnnymi City Morgue, Juicy J i Ghostemane. W grudniu 2020 roku Pouya współpracował z Fat Nick'em przy wydaniu ich wspólnego projektu Drop Out of School 2. 18 października 2021 r. jego singel ,,1000 Rounds” pokrył się złotą płytą w USA. Czwarty album studyjny Pouyi, Blood Was Never Thick As Water, został wydany 22 października 2021 roku. W lutym 2022 roku wydał EP dirt/hurt/pain/. Był to ostatni projekt Pouyi wydany pod szyldem Buffet Boys.
W marcu 2022 roku Pouya wraz z innymi członkami Buffet Boys ogłosili, że wytwórnia zostanie rozwiązana na czas nieokreślony. Niedługo potem ogłosili powstanie nowej wytwórni All But 6 Records. 10 marca 2023 r. raper wydał album studyjny Gator.

### Życie prywatne
Pouya ma pochodzenie kubańskie (po matce) i irańskie (po ojcu), sam pochodzi z Florydy. Uczęszczał do liceum Westland Hialeah. Raper od 2013 roku jest związany, z gwiazdą Instagrama, Young Coco.

## Dyskografia[25]

### Albumy
- Underground Underdog (2016)
- Five Five (2018)
- The South Got Something to Say (2019)
- Blood Was Never Thick As Water (2021)
- Gator (2023)

### EP’ki
- Warbucks (2013) (z: SDotBraddy)

- Baby Bone (2013)
- Gookin' (2013) (z: Sir Michael Rocks)
- South Side Suicide (2015) (z: $uicideboy$)
- Pouya X Germ X Shakewell EP (2016) (z: Germ, Shakewell)
- Pouya & Boobie Lootaveli’s Greatest Hits: Vol 1 (2020) (z: Boobie Lootaveli, Spock)
- Dirt/Hurt/Pain (2022)

### Mixtape’y
- Fuck It (2012)
- Don’t Sleep on Me Hoe (2012)
- Stunna (2014)
- South Side Slugs (2015)
- Drop Out of School (2017) (z: Fat Nick)
- Pouya & Boobie Lootaveli: Greatest Hits, Vol. 3 (2019) (z: Boobie Lootaveli)
- Pouya & Boobie Lootaveli: Greatest Hits, Vol. 1 (2020) (z: Boobie Lootaveli)
- Drop Out of School 2 (2020) (z: Fat Nick)

### Single
| Rok  | Inni wykonawcy                           | Nazwa piosenki                                       |
| ---- | ---------------------------------------- | ---------------------------------------------------- |
| 2012 | Nell                                     | Shotz from the Double Glock                          |
| 2012 |                                          | Like That                                            |
| 2013 |                                          | Pouya Hoe                                            |
| 2013 | Nell                                     | Ruckus                                               |
| 2013 | SDotBraddy                               | This N That                                          |
| 2013 |                                          | Goofy Goobers                                        |
| 2013 |                                          | Sippin’ 1994                                         |
| 2013 |                                          | Get Buck                                             |
| 2014 |                                          | Pre (South Side Slugs)                               |
| 2014 |                                          | So What                                              |
| 2015 | $uicideboy$                              | $outh $ide $uicide                                   |
| 2015 | Fat Nick                                 | Hunnit Hunnit                                        |
| 2015 |                                          | Dumb Fucks                                           |
| 2015 | Fat Nick                                 | I Gotta                                              |
| 2016 | Germ Shakewell                           | Shawty Independent                                   |
| 2016 | Germ Shakewell                           | Energy 2                                             |
| 2016 | Germ Shakewell                           | Happy Birthday Germ                                  |
| 2016 |                                          | Maniac                                               |
| 2016 |                                          | You Die We Move On                                   |
| 2016 |                                          | We All Not Shit                                      |
| 2016 | Ramirez                                  | Is That a Leprechaun                                 |
| 2016 | Fat Nick                                 | Middle of the Mall                                   |
| 2017 | Fat Nick                                 | Torch                                                |
| 2017 | Ghostemane Shakewell Erick The Architect | Death by Dishonor                                    |
| 2017 | Ghostemane                               | 1000 Rounds                                          |
| 2017 | Ghostemane                               | 2000 Rounds                                          |
| 2017 |                                          | Daddy Issues                                         |
| 2017 |                                          | Suicidal Thoughts in the Back of the Cadillac, Pt. 2 |
| 2018 |                                          | Handshakes                                           |
| 2018 | Ghostemane                               | Stick Out                                            |
| 2018 | Boobie Lootaveli                         | Sit Ups                                              |
| 2018 |                                          | Florida Thang                                        |
| 2019 |                                          | Superman Is Dead                                     |
| 2019 |                                          | PE$OS                                                |
| 2019 | Juicy J                                  | Six Speed                                            |
| 2019 | City Morgue                              | Bulletproof Shower Cap                               |
| 2019 | Xavier Wulf                              | Whatever Mane                                        |
| 2019 | Rocci                                    | life? ... lol                                        |
| 2020 | Boobie Lootaveli Spock                   | Bitch, Park Backwards                                |
| 2020 | Boobie Lootaveli Spock                   | Get Money (Take Money)                               |
| 2020 | Danny Towers                             | Florida Finest                                       |
| 2020 | Boobie Lootaveli Spock                   | Muddy Waters                                         |
| 2020 |                                          | I'm Alive                                            |

### Występy gościnnie
- #305-Grind (2012)
- M.I.Alien (2012)
- Innovation (2012)
- 90s Mentality '94 (2012)

- LivingLegend (2013)

- RXDD: The Mixtape (2013)
- BRK Greatest Hits Vol. 2: Collectors Edition (2013)
- Hush Dat A$$ (2013)
- 1995 (2013)
- The Hardest Producer in Rvidxr Klvn (2013)

- Buffet Boys (2013)
- Pure (2013)
- Tha Heart Attack (2014)
- Cosmic Dad (2014)
- Raider Klan Presents: Shut Up and Vibe 2 (2014)
- Banco (2014)
- Mystic Mac Episode III (2014)
- Dyna Sport Glide (2015)
- One Singular Flame Emoji (2015)
- The Prequel (2015)
- Fat Camp (2015)
- Fuck You (2015)
- Miss Me With That (2015)
- High Tide in the Snake’s Nest (2015)
- Global (2015)
- Year of the Savage (2015)
- Private Sessions (2015)
- Verses EP (2015)
- No Rooftops (2016)
- Bad Shit (2016)
- Good Fellas (2016)
- Manifest (2016)
- Eldorado (2016)
- When the Lean Runs Out (2016)
- Nina (2016)
- Buff Squad (2016)
- Terminal Sex (2016)
- Songsthatwewontgetsuedforbutattheendofthedayweallgonnadieanyway (2016)
- Eternal Grey (2016)
- Dat $tick (Remix) (2016)
- Some Random Fye (2016)
- BREAKDALAW2K16 (2016)
- Eternal Grey Tour Setlist (2016)
- The Knowing Chronicles (2016)
- Divino (2016)
- prequel, (2017)
- World War (2017)
- Different Animals (2017)
- Voltage (2017)
- Hate on Me (2017)
- 10 Homies (2018)
- Jew (2018)
- Big Juice tha Sip (2018)
- The Knowing Chronicles, Vol. 2 (2018)
- F.M. Codeine Fvnk (2019)
- Germ Has a Deathwish (2019)
- Son of Serpentine (2019)
- Sensational (2019)
- That’s My Baby (2019)
- Tarantula (2019)
- Back 2 the Beach (2020)
- Outlawz (2020)
- Hot Vodka 1 (2020)
- Tha Playa$ Manual (2020)
- War (2021)
- LIFE ON OUR TERMS (2022)
- ChaMEleon (2022)
- The Tragedy of a Clown (2022)